# Предательство (фильм, 2005)
Предательство (фр. La Trahison) — франко-бельгийский драматический фильм 2005 года, поставленный режиссёром Филиппом Фоконом по роману Клода Саля.

## Сюжет
Алжир, 1960. В одном из высокогорных селений во главе отряда из тридцати солдат, которые имеют задание патрулировать территорию, расставлять ловушки врагу, осуществлять надзор и оказывать психологическое влияние на население, стоит младший лейтенант Рок. Он разрывается между сочувствием к местному населению, которое страдает от репрессий и пыток, и солдатами, чей дух он должен поддерживать, не теряя при этом бдительности. Кроме того, к возглавляемого им отряда входят четверо призывников североафриканского происхождения («F. S. N. A.» — фр. Français de Souche Nord-africaine), среди них капрал Таеб, чье общество Рок особенно ценит. Однако одного дня дело набирает совсем другие обороты…